# Edward Binnie
Edward Beveridge Binnie (1884, Puerto Stanley, islas Malvinas-1956, Sandefjord, Noruega) fue un político británico de origen malvinense, que actuó como segundo magistrado británico residente en la isla San Pedro (Georgias del Sur) entre 1904 y 1927, residiendo en punta Coronel Zelaya.

## Biografía
Anteriormente había servido como oficial de aduanas en la isla Soledad en 1907, donde supervisó las actividades de las empresas balleneras.
En 1912, Binnie convirtió en el primer magistrado residente de la Tierra de Graham y las Islas Shetland del Sur, en 1914, fue trasladado a Georgia del Sur.
En 1922, se ofició en el funeral de Ernest Shackleton.
En 1923, Binnie veraneaba en Noruega, donde conoció y se casó con Margrethe Larsen. Ella volvió con él a los territorios subantárticos, pero en 1927 Binnie renunció a su cargo para regresar a Noruega, donde vivió hasta su muerte en 1956.
Los picos Binnie en la isla San Pedro, llevan su nombre en su honor.